# Classe L&T

La classe L&T  est une série de bateaux intercepteurs à grande vitesse construite  par le chantier naval Larsen & Toubro (L&T) pour la garde côtière indienne (ICG). Les navires sont destinés aux opérations de patrouille et de sauvetage dans la zone économique exclusive de l'Inde.

## Historique
Les bateaux intercepteurs sont de type planant, conçus par la division L&T Marine & Ship Design, une installation interne de Larsen & Toubro Limited. Ils mesurent 30 mètres de long avec 90 tonnes de déplacement et peuvent atteindre une vitesse maximale de 45 nœuds. Les bateaux intercepteurs ont une coque entièrement en alliage d'aluminium pour une masse réduite et sont propulsés par des systèmes de propulsion à double hydrojets afin de permettre une réponse rapide. Les navires sont équipés d'un équipement de navigation et de communication de pointe et d'un armement de moyenne portée. Chaque navire est propulsé par deux moteurs de propulsion marine Caterpillar Marine Power Systems 3516C et deux groupes électrogènes auxiliaires. Les hydrojets pour les bateaux intercepteurs à grande vitesse sont fournis par MJP Waterjets .
L'équipage du navire se compose d'un officier et de onze membres du personnel et est conçu pour effectuer des opérations de surveillance côtière, de recherche et de sauvetage, de lutte contre la contrebande et le braconnage sur les côtes proches et peut également fonctionner efficacement en eaux peu profondes.
Le groupe L&T a obtenu une commande le 22 mars 2010 pour la construction de 36 bateaux intercepteurs à grande vitesse. Il a en outre obtenu une commande supplémentaire le 22 janvier 2013 afin de produire 18 bateaux similaires. Les bateaux devraient être construits au chantier naval existant de L&T à Hazira et au nouveau Kattupalli Shipyard (en) près d'Ennore.
Le C-405 a été donné à la Garde côtière des Seychelles en février 2016 et remis en service en tant que SCGS Hermes. Le 29 juillet 2019, le gouvernement indien a fait don de deux navires de la classe à la marine du Mozambique .